# Szczelina nad Wyżniem
Szczelina nad Wyżniem (WT - 21) – jaskinia w Dolinie Małej Łąki w Tatrach Zachodnich. Wejście do niej znajduje się w Kominie Flacha w północnej ścianie Wielkiej Turni, powyżej jaskini Tunel Małołącki i Jaskini nad Wyżniem, na wysokości 1497 metrów n.p.m. Długość jaskini wynosi 25 metrów, a jej deniwelacja 9 metrów.

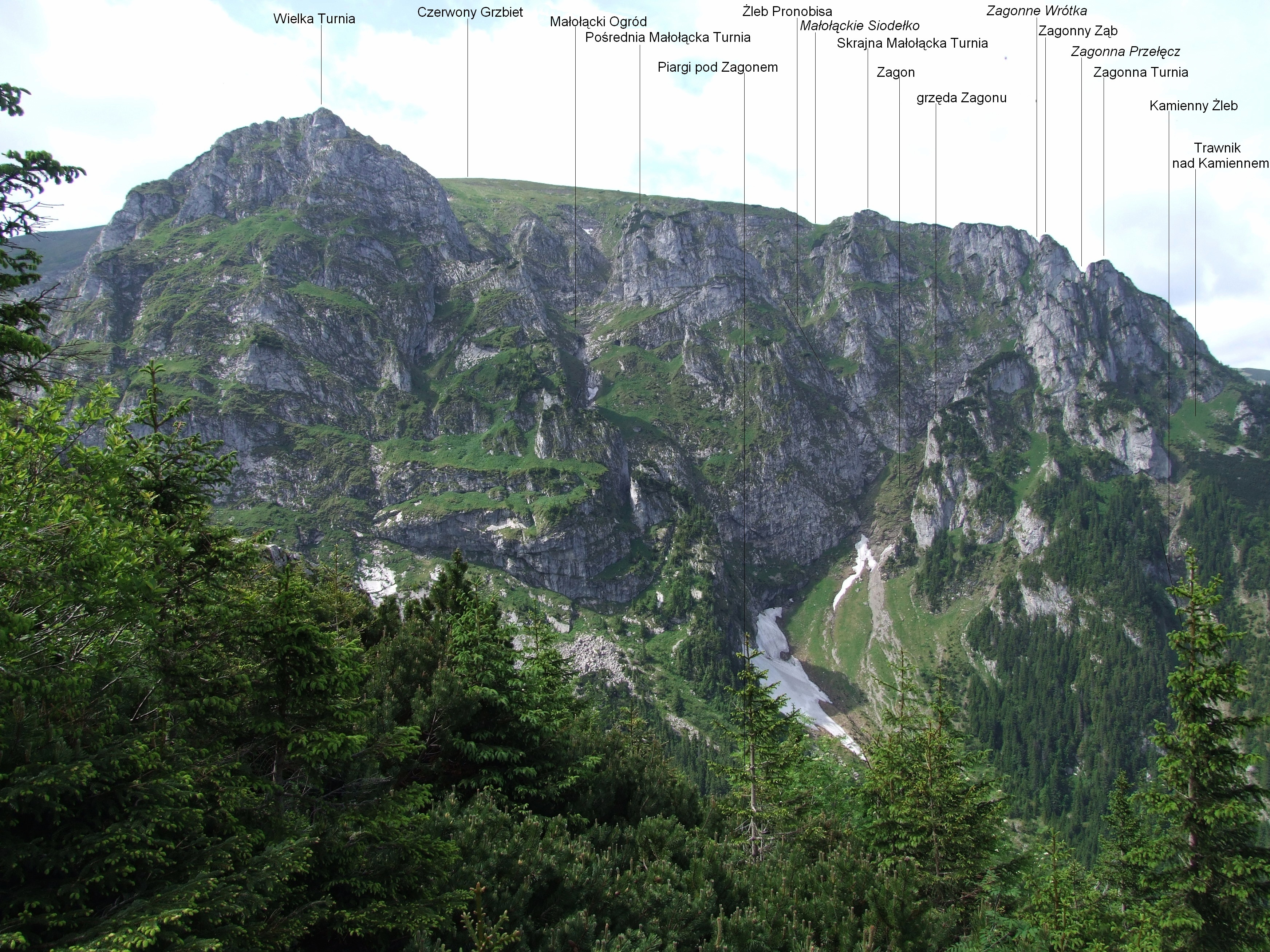
Komin Flacha widoczny poniżej Małołąckiego Ogrodu

## Opis jaskini
Jaskinią jest ukośna, tektoniczna szczelina rozszerzająca się ku dołowi.

## Przyroda
Prawie w całej jaskini jest widno. Flora i fauna nie była badana.

## Historia odkryć
Jaskinię odkrył S. Wójcik z STJ KW w Zakopanem na początku lat sześćdziesiątych XX wieku.